# Березюк Михайло Миколайович
Березюк Михайло Миколайович (20 листопада 1951, м.Радомишль Житомирської обл. - † 10 лютого 1995 р., м.Київ) — український інженер-авіабудівник.

## Біографічні відомості
Народився в м.Радомишлі Житомирської обл. Навчався у Радомишльській середній школі №2, яку закінчив у 1968 р.
У 1968-1973 рр. навчався у Київському інституті інженерів цивільної авіації.
Затим працював у Київському АНТК ім. О. К. Антонова. Провідний інженер.
Брав участь у розробці і випробуванні літаків Ан-124 «Руслан», Ан-70. Під час роботи над літаком Ан-70 - провідний інженер з льотних випробувань.Михайло Березюк був здібний інженер, фахівець яких мало є в Україні. З дитинства був організований,поміркований і чуйний до людей.
Загинув під час випробувального польоту 10 лютого 1995 р.